# La vagina y la vulva en el arte

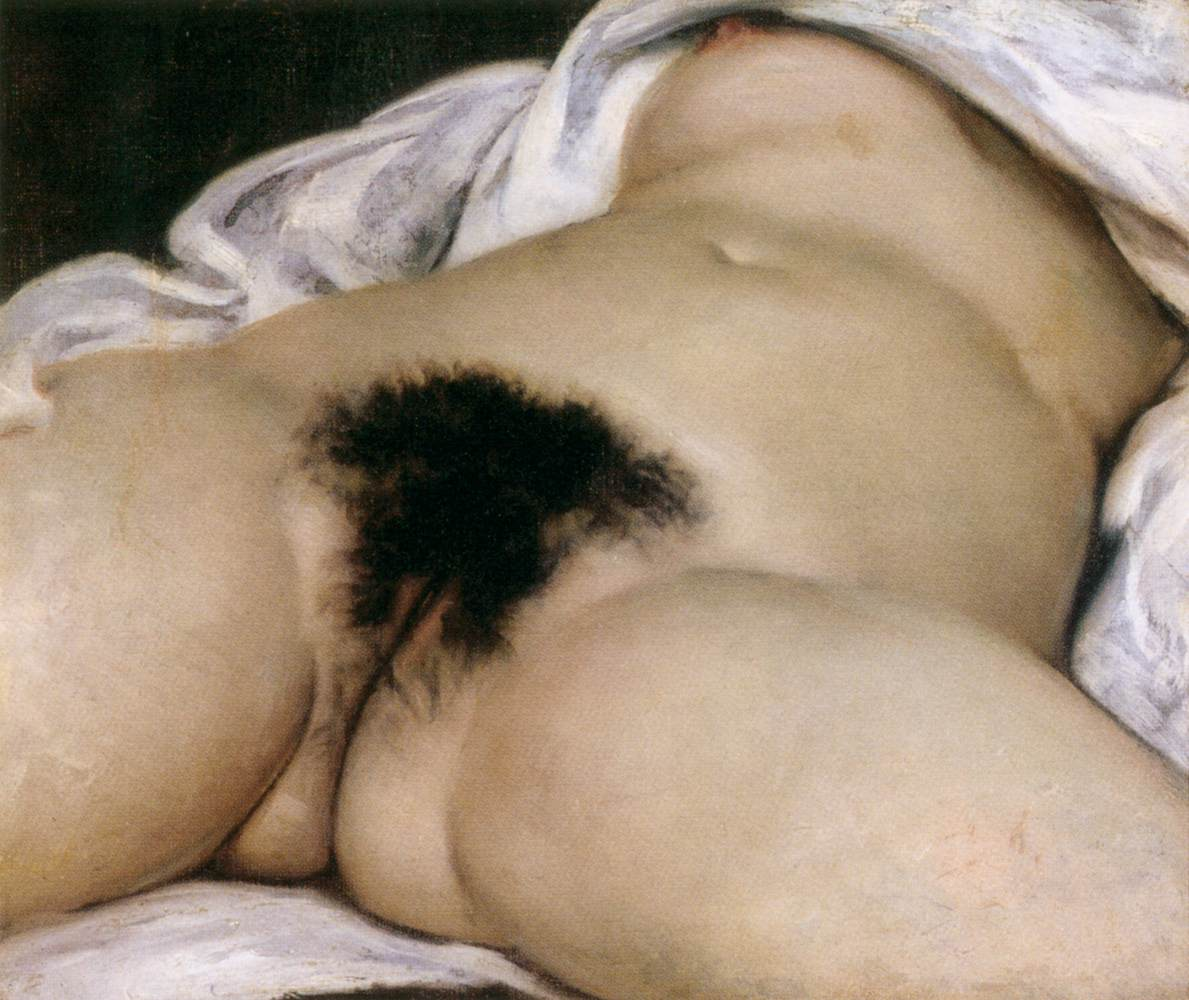
"El origen del mundo", pintura de 1866, realizada por Gustave Courbet.

La vagina y la vulva han sido descritas en el arte desde la prehistoria hasta el arte contemporáneo del siglo XXI. Las formas de arte visual que representan los genitales femeninos han sido tanto bidimensionales (pinturas) como tridimensionales (estatuillas). Hace más de 35 000 años, los seres humanos ya esculpían figuras de Venus que exageraban la composición del abdomen, caderas, senos, muslos y vulva.
En 1866, Gustave Courbet pintó el retrato de una mujer desnuda en donde se describían sus genitales femeninos, titulado El origen del mundo. Entre los siglos XX y XXI, artistas como Niki de Saint Phalle, Jean Tinguely, Megumi Igarashi y Anish Kapoor realizaron obras de arte en donde se manifiestan la vagina o la vulva. A veces, son explícitamente obras propias del arte feminista: Judy Chicago creó The Dinner Party, para homenajear a 39 mujeres míticas e históricas, cuya inmensa mayoría habían caído en el olvido. Otros artistas niegan que sus obras hagan alusión a los genitales femeninos, a pesar de que los críticos lo ven como tales; un ejemplo de ellos son las pinturas florales de Georgia O'Keeffe.
Durante mucho tiempo ha habido tradiciones folclóricas, como la vagina loquens ("vagina parlante") y la vagina dentata ("vagina dentada"). La dramaturga Eve Ensler escribió Los monólogos de la vagina, una obra de teatro popular que aborda muchos aspectos sobre la sexualidad de las mujeres. En algunos casos, el arte con temática de la vagina y la vulva han generado controversia, y ha habido problemas legales o ya de plano censurados, bajo la principal percepción de ser consideradas obscenas.

## Aspectos culturales

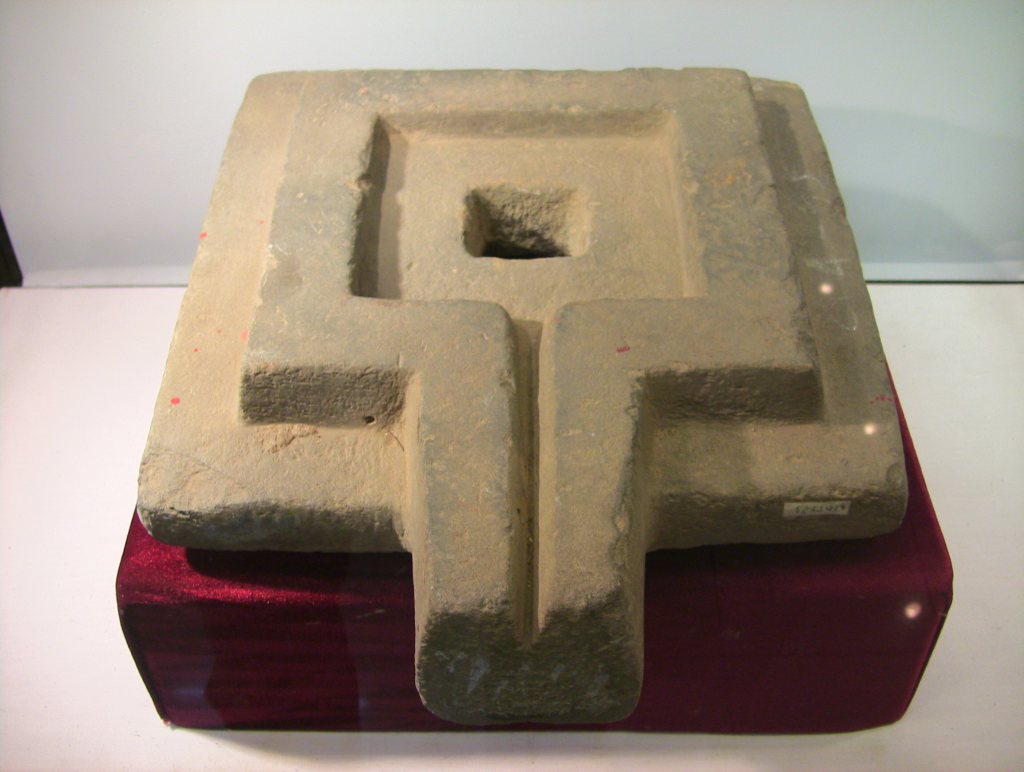
La vagina representa un poderoso símbolo como el ioni dentro de la filosofía hindú. En la imagen, se puede ver una piedra ionia encontrada en el santuario de Cát Tiên, en Lam Dong, Vietnam.

A lo largo de la historia, han existido varias percepciones sobre la vagina, incluso la creencia de ser el centro del deseo sexual, una metáfora de la vida por nacimiento, inferior al pene, visualmente poco atractiva, inherentemente desagradable en su olor, y vulgar. La vagina ha sido conocida por numerosos nombres, incluyendo el antiguo vulgarismo coño, eufemismos ("jardín de la dama"), argot ("pussy"), y epítetos peyorativos. Algunas culturas ven la vulva cuando algo vergonzoso que debería ocultarse. Por ejemplo, pudendum, el término latino usado en la medicina inglesa para los genitales externos, literalmente significa cosa vergonzosa.
Las posturas positivas del uso de la vagina ha sido en representar la sexualidad femenina, su espiritualidad o vida, por ejemplo, como un poderoso símbolo de feminidad, apertura, aceptación y receptividad (...) el espíritu del valle interior. El hinduismo le ha otorgado al mundo el símbolo del ioni, y esto puede indicar el valor que la sociedad hindú ha concedido a la sexualidad femenina y la capacidad de la vagina para dar vida. Otras culturas antiguas celebraban e incluso adoraban la vulva, por ejemplo, en algunas religiones del Antiguo Oriente Próximo y obras de artes del paleolítico en el territorio apodado la Vieja Europa, por la arqueóloga Marija Gimbutas. Como un aspecto del culto a las diosas, tal reverencia puede ser parte de las creencias neopaganas modernas.

## Historia

### Prehistoria

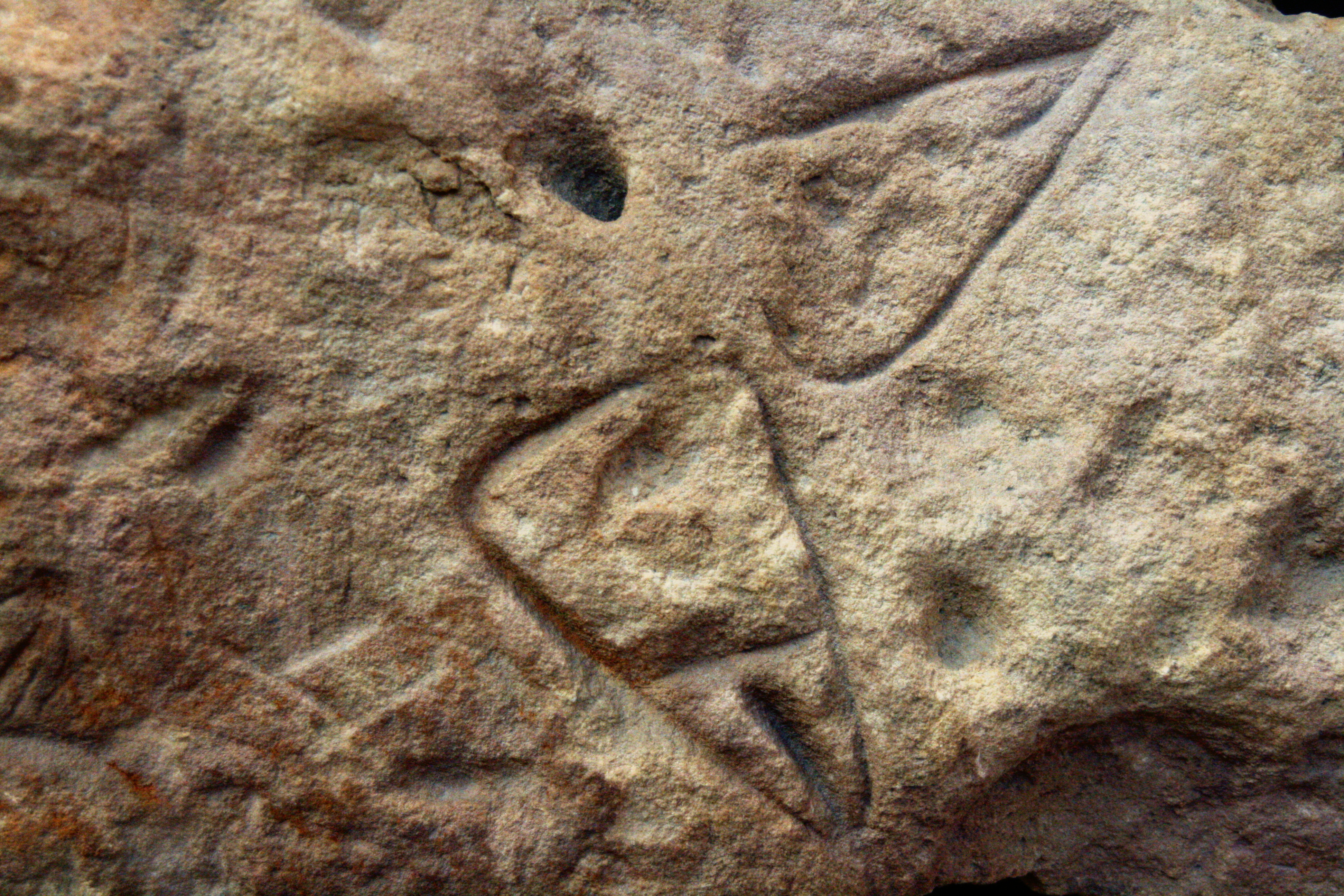
"Vulves gravées la Ferrassie".300.000-45.000 de antigüedad.

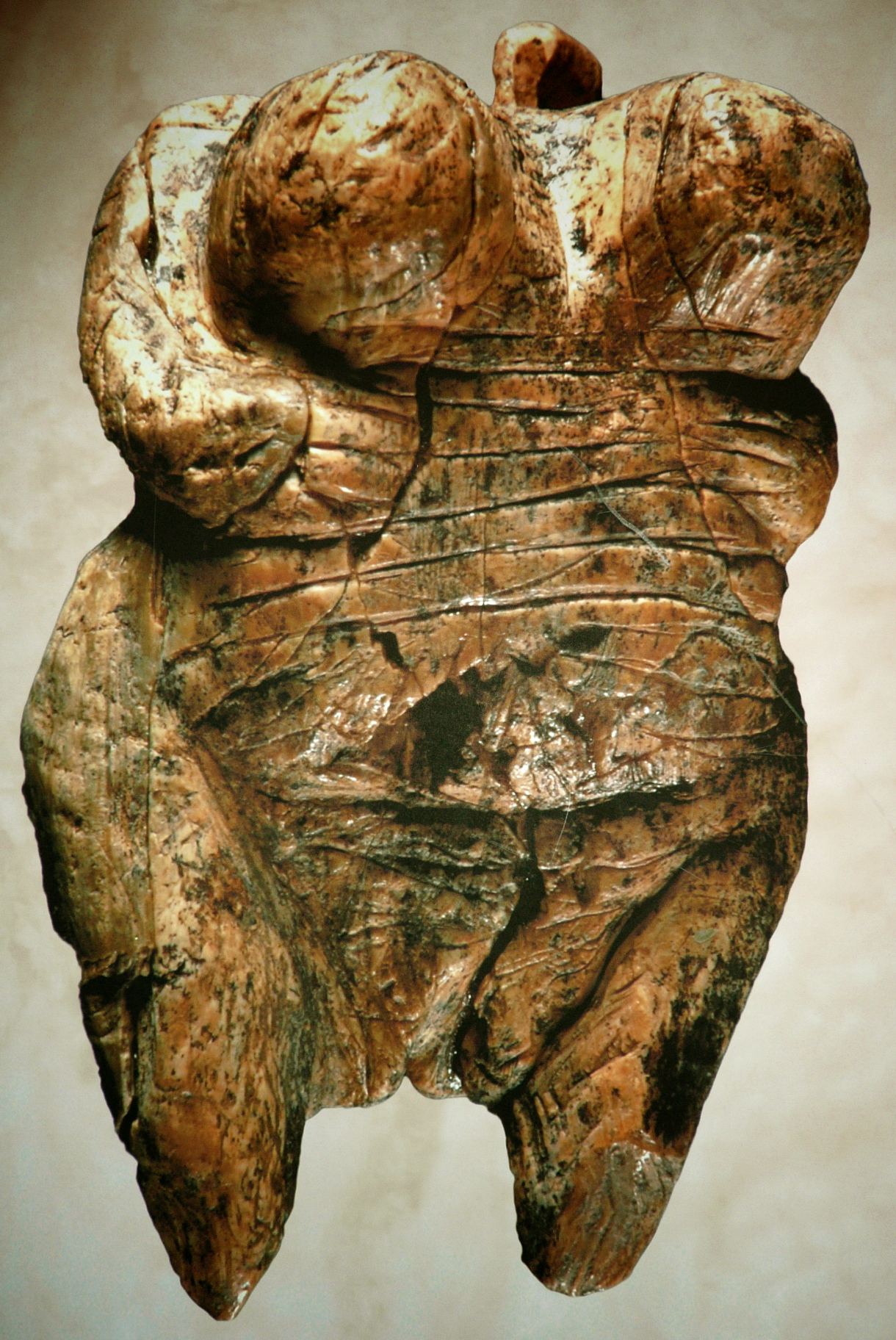
La escultura Venus de Hohle Fels, que tiene al menos 35 000 años de antigüedad, es uno de los ejemplos más antiguos de una vulva en el arte.

Las representaciones bidimensionales y tridimensionales de la vulva, sean pinturas y estatuillas, existen desde hace decenas de miles de años. Son algunas de las primeras obras del arte prehistórico.
En las Cuevas La Ferrassie, Francia, la secuencia estratigráfica del gran lecho rocoso, de casi 10 m de altura, incluye una sucesión de capas del Paleolítico Medio y Superior. Desempeñó un papel importante en la definición de la sucesión cronológica de trabajos y expresiones manuales en el último período.
La base del yacimiento albergaba trabajos que dieron nombre a una de las facies del Paleolítico Medio, el "Mousteriense tipo Ferrassie" (despojos de Levallois, numerosos raspados laterales y puntas, denticulados atípicos, bifaces ausentes). Las capas mousterienses también han arrojado los restos de ocho neandertales, incluidos dos adultos, que han permitido proyectar que las expresiones gráficas encontradas puedan datarse entre los 400.000 y los 45.000 años.
El grafismo representando la vulva evidencia la visión mágica de la reproducción, como tal vez el hecho más relevante o misterioso de su entorno, también como la primera expresión geométrica y artística conocida, y aún lo hace más relevante se considera que este trazo, como lo indica el matemático y artista Ibo Bonilla, está relacionado con la vesica piscis y ésta con la génesis de toda la geometría y en especial de la geometría sagrada."
La cueva de Chufín localizado en la ciudad de Riclones en Cantabria (España), posee arte rupestre prehistórico que puede ser la representación de una vulva. La cueva ha sido ocupada en diferentes períodos, cuyo registro más antiguo es de alrededor de 20 000 años atrás. Junto con los grabados esquemáticos y las pinturas de animales, también existen numerosos símbolos, como los denominados ''palos''. También aparece un gran número de dibujos mediante puntos (puntillaje), incluyendo uno el cual ha sido interpretado como la representación de una vulva.
Una figura de Venus es una estatuilla del Paleolítico superior que retrata a una mujer. La mayoría han sido desenterradas en Europa, pero otras han sido halladas en lugares tan lejanos como Siberia, extendiendo su distribución en gran parte de Eurasia. La mayoría de ellos datan del período gravetiense (28 000–22 000 años de antigüedad), pero los ejemplos más arcaicos como la Venus de Hohle Fels, la cual data de al menos 35 000 años durante la cultura auriñaciense, y otros más recientes como la Venus de Monruz, que posee más de 11 000 años de antigüedad, en la cultura magdaleniense.
Estas figurillas fueron talladas en roca blanca (como esteatita, calcita o caliza), hueso o marfil, o formados y cocidos en arcilla. Estos últimos se encuentran entre las cerámicas más antiguas. En total, se han hallado más de cien figurillas; prácticamente todos de un tamaño modesto, entre 4 cm y 25 cm de altura. La mayoría de ellos tiene cabezas pequeñas, caderas anchas, y piernas que se estrechan hasta un punto. Varias figurillas exageran el abdomen, caderas, senos, muslos o vulva. En contraste, se ausentan los brazos y pies, y la cabeza suele ser pequeña y sin rostro.

### Era antigua
Los antiguos sumerios consideraban la vulva como sagrada, evidenciándose en una vasta cantidad sobreviviente de poemas sumerios, en donde se venera la vulva de la diosa Inanna. En la religión sumeria, la diosa Ninimma es la personificación divina de los genitales femeninos. Su nombre literalmente significa "dama de los genitales femeninos". Esta deidad aparece en una versión del mito de Enki y Ninhursag, en donde es la hija de Enki y Ninkur. Enki viola a Ninkur, y hace que dé a luz a Uttu, la diosa de los tejidos y la vegetación. El fluido vaginal es siempre descrito en los textos sumerios con un sabor dulce y, en un himno nupcial sumerio, una joven doncella se alegra de que en su vulva haya crecido pelo. Se han descubierto modelos de vulva en un templo de Inanna en Asur; estos modelos probablemente fueron usados como forma de amuletos, posiblemente para protegerse contra la impotencia sexual.

### SiglosXIyXII

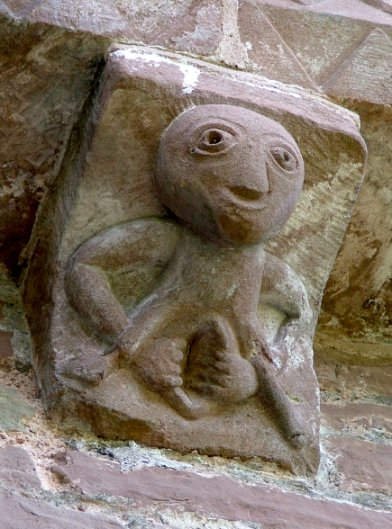
La famosa figurilla sheela na gig, que data del siglo XII, se encuentra en la Iglesia de Santa María y San David en Kilpeck, Herefordshire, Inglaterra

Sheela na gigs son unos tallados figurativos de los siglos XI y XII, en el que representan a mujeres desnudas mostrando una vulva exageradamente grande. Son grutescos arquitectónicos que se encuentran en iglesias, castillos y otras edificaciones, particularmente en Irlanda y Gran Bretaña, a veces junto con figuras masculinas. Uno de los mejores ejemplos se pueden encontrar en la torre irlandesa en Ballyduff, en el Condado de Kerry, Irlanda. Existe una réplica de la torre con el tallado en el museo del condado, en la ciudad de Tralee. Otro ejemplo bien conocido se puede ver en Kilpeck, Herefordshire, Inglaterra.
Se dice que aquellos tallados sirven para evitar ser víctima de la muerte y el mal. Otro grutescos, como gárgolas y hunky punks, era frecuentemente parte de las decoraciones en la iglesia de toda Europa. Se dice comúnmente que su propósito era mantener alejados a los espíritus malignos, mediante el uso de la magia apotropaica. A menudo se instalan sobre puertas y ventanas, supuestamente para proteger estas aberturas.
Weir y Jerman argumenta que su localización en iglesias y la apariencia grotesca de las figuras, bajo estándares medievales, sugieren que representaban la lujuria femenina como un pecado horrible y corrupto. Otra teoría, adaptada por Joanne McMahon y Jack Roberts, es que los tallados son los restos de una fertilidad precristiana o de una religión de una diosa madre. El libro Sheela na gig: The Dark Goddess of Sacred Power, escrito en 2016 por Starr Goode, rastrea estas imágenes a lo largo de la historia, y contribuye en la discusión sobre la universalidad de la ''exhibición sagrada femenina'' en sus significados y funciones, desde los orígenes de la cultura como se ve en el arte rupestre paleolítico, así como en la inclusión de la imagen dentro del arte contemporáneo, particularmente en el arte feminista.

### Tradiciones folclóricas
La vagina loquens, o "vagina parlante", es una importante tradición dentro del arte y la literatura, que se remonta desde antiguos ritos folclóricos. Usualmente, en estos relatos implica el diálogo con una vagina, mediante el efecto de la magia u encantos, y usualmente admiten su castidad.
Otro relato popular hace referencia a la vagina dentata. La implicación de estos relatos era que el tener relaciones sexuales podrían provocar lesiones, emasculación, o la castración para el hombre involucrado. Estas historias eran frecuentemente relatando como cuentos de advertencias, ante los peligros de una mujer desconocida, así como en desaconsejar la violación.
En la isla de Rapa Nui, en medio de un proceso de renacimiento artístico y cultural hacia mediados del siglo XVI, se realizaron numerosos petroglifos, entre ellos los komari, que poseían forma de vulva, las cuales representaban la fertilidad. Dentro de la cultura rapanui, los komari emanaban maná, es decir, un poder sobrenatural que influenciaba en la producción agrícola y pesquera de la isla.

### Arte contemporáneo

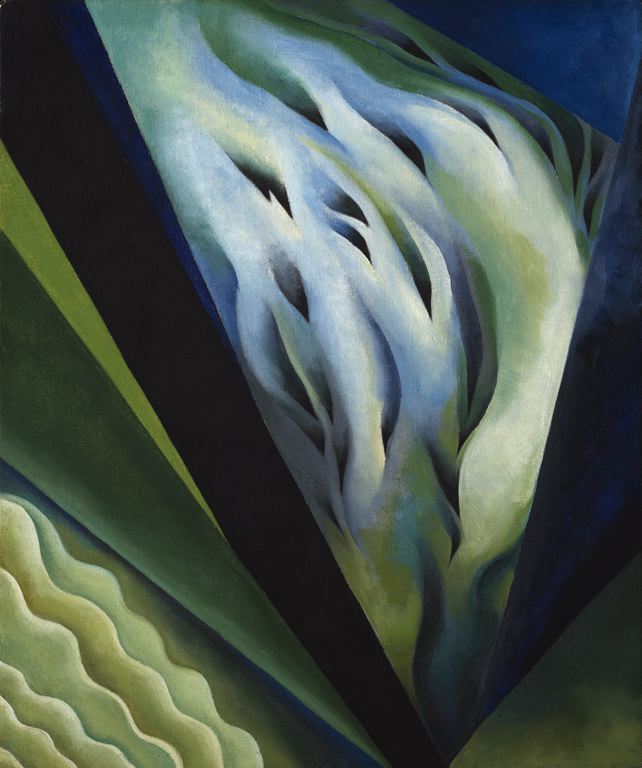
Mientras las pinturas de Georgia O'Keeffe han sido interpretadas por algunas artistas feministas como una descripción estilizada de la vulva, la misma O'Keeffe ha negado rotundamente estas interpretaciones en sus obras (Blue and Green Music, obra realizada en 1921).

En 1966, la artista francesa Niki de Saint Phalle colaboró con los artistas dadaístas Jean Tinguely y Per Olof Ultvedt en la instalación de una enorme escultura llamada "hon-en katedral" (también deletreado "Hon-en-Katedrall", el cual significa "ella-una catedral") para Moderna Museet, en Estocolmo, Suecia. La forma exterior en una escultura gigante reclinada con sus piernas abiertas. Los clientes del museo pueden ingresar a su cuerpo por la abertura vaginal, del tamaño de una puerta. Saint Phalle declaró que la escultura representaba una diosa de la fertilidad, que podría recibir visitantes dentro de su cuerpo y ellos podían volver a nacer. Dentro de su cuerpo hay una pantalla en donde se exhibe pelúculas de Greta Garbo, un estanque de peces de colores, y una máquina expendedora de bebidas. La excultura generó una inmensa reacción en periódicos y revistas de todo el mundo.
Entre 1974 y 1979, Judy Chicago, un artista feminista, creó una instalación artística bajo la temática de la vulva, llamada The Dinner Party. Consiste en 39 espacios elaborados, a lo largo de una mesa triangular con 39 figuras femeninas históricas y míticas. Entre las mujeres eminentes se encuentran Virginia Woolf, Susan B. Anthony, Sojourner Truth, Leonor de Aquitania, y Teodora de Bizancio. Cada espacio, excepto el que corresponde a Sojourner Truth (una activista afroamericana), describe una forma de vulva-mariposa de colores brillantes, y diseñada con profundidad. Después de su elaboración y pese a la resistencia por parte del mundo artístico, realizó una gira por 16 lugares en 6 países, alcanzando una audiencia de 15 millones de personas. Desde 2007, ha estado en exposición permanente en el Centro de arte feminista Elizabeth A. Sackler, en el Museo Brooklyn, Nueva York. Chicago otorgó a Georgia O'Keeffe un destacado lugar en The Dinner Party, porque algunas feministas modernas piensan que las pinturas florales de O'Keeffe como Black Iris III (1926) evocan una sutil representación de los genitales femeninos. O'Keeffe rechazó reiteradamente estas interpretaciones freudianas de sus obras.
La exactriz pornográfica Annie Sprinkle convirtió sus genitales en arte performance, con su Anunció público sobre su cuello uterino, presentado por primera vez a comienzos de la década de 1980, y posteriormente exhibido en su programa de gira durante la década de 1990, Modernista Posporno. En el programa, ella se sentaba en una silla reclinable ante un escenario bajo, se insertaba un espéculo en su vagina, e invitaba a la gente del público a mirar su cuello uterino. La frase fue adoptada en 2018 por organizaciones benéficas contra el cáncer del Reino Unido y Australia, donde se pedía a las mujeres que se hicieran una prueba de Papanicolaou para descartar el cáncer de útero.
La representación artística moderna de la vagina coincide con la disección anatómica e identificación de los genitales durante el siglo XVIII (por ej: William Hunter). El arte contemporáneo, desde una perspectiva feminista, ha revisado y deconstruido la visión androcéntrica de los genitales femeninas, y la identificación estereotípica con subjetividad femenina (entre ellos, Ana Mendieta, Enrique Chagoya, Vik Muniz, Candice Lin, etc.).
Los monólogos de la vagina es una obra de teatro escrita en 1996 por Eve Ensler, la cual ha contribuido en hacer de la sexualidad femenina un tema de discurso público. Está compuesto por una cantidad variable de monólogos leídos por un número variable de mujeres. Inicialmente, la misma Ensler era quién realizaba todos los monólogos, siendo posteriormente presentados por tres actrices; las últimas versiones presentan a diferentes actrices para cada papel. Cada uno de los monólogos aborda un aspecto de la feminidad, tocando temas como la actividad sexual, el amor, la violación, la menstruación, la mutilación genital femenina, la masturbación, los partos, el orgasmo, los varios nombres comunes para la vagina, o sencillamente como aspecto físico del cuerpo. Un tema recurrente en todas las temáticas es la vagina como un instrumento de empoderamiento femenino, y la máxima encarnación de la individualidad.

El artista Jamie McCartney, establecido en Brighton en la costa sur de Inglaterra, creó el Gran Muro de la Vagina, compuesto por docenas de modelos de vulvas que mostraban una amplia variación de los genitales.

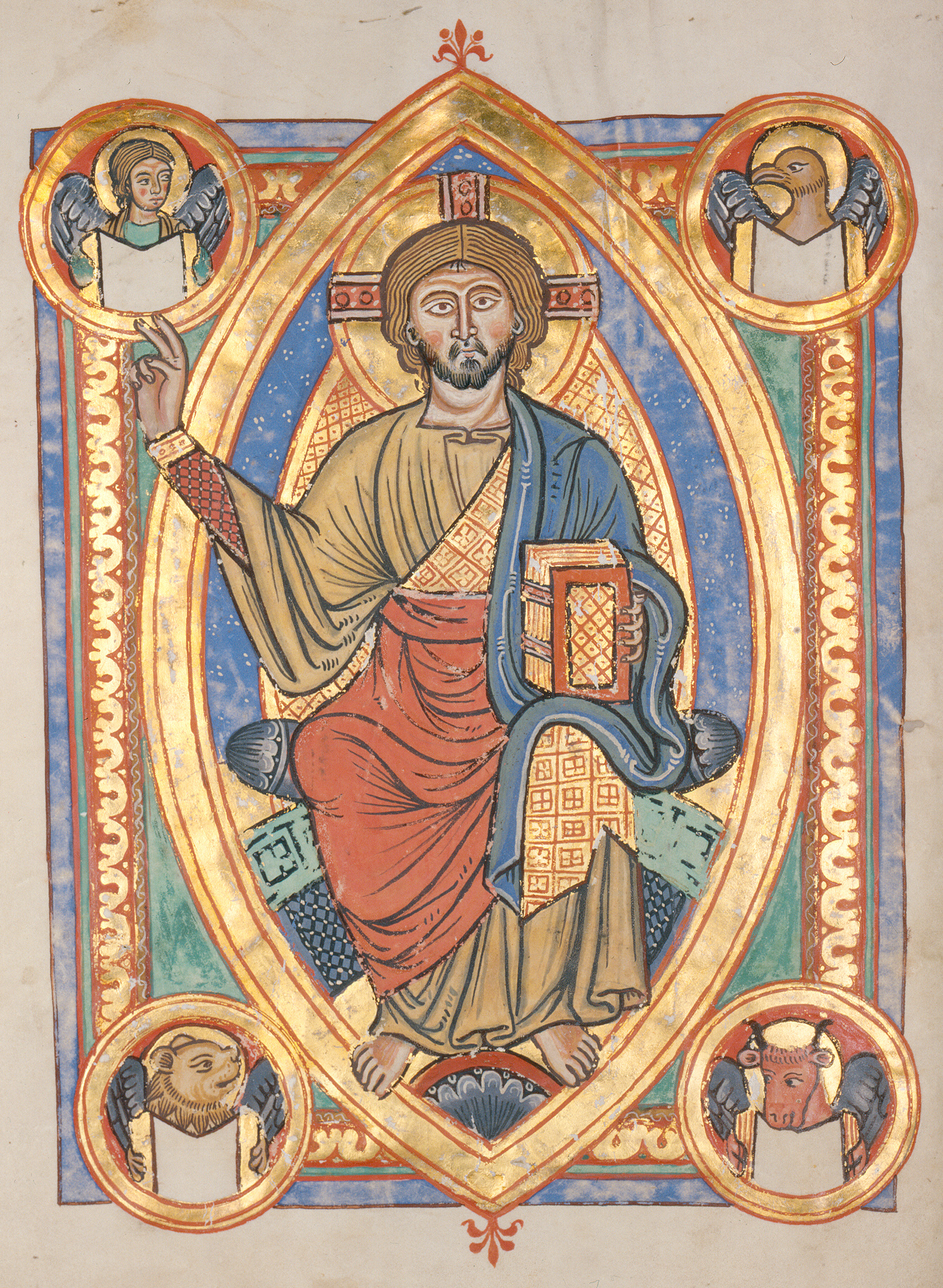
Jesús dentro de una forma de vesica piscis o mandorla en un manuscrito medieval iluminado

Aidan Salahova es una artista, galerista y figura pública azerí. En un artículo titulado Arte de la vagina velado en el Bienal de Venecia por Azerbaiyán, causando que algunos clamen censura, Kate Daimling declaró en 2011, que la Piedra Negra de Salahova, una «escultura que describía la piedra negra de La Meca venerada por los musulmanes, dentro de un marco de mármol similar al de una vagina, fue cubierta para el público». Salahova representaba el Pabellón de Azerbaiyán junto con otros artistas nacionales, en el 54.º Bienal de Venecia. Un día antes de que se inaugurada el evento, se ordenó que dos de sus obras que habían sido previamente aprobadas por el Ministerio de Cultura, fuesen cubiertas y posteriormente retiradas del evento, «debido a la sensibilidad del gobierno hacia el estado de la nación como un país secular musulmán». Los autoridades declararon que aquellas obras habían sufrido daños durante su transporte. Al referirse a la controversia, la conservadora del pabellón, Beral Madra, declaró que el concepto de las esculturas removidas había sido malinterpretado por el gobierno, y añadió que en más de 25 años de preservación, ella nunca había «experimentado esta clase de conflictos».
En 2012, se desató una disputa legal, cuando en Facebook se publicó una imagen de la pintura de 1866 de Gustave Courbet titulada El origen del mundo, en la que se muestran genitales femeninos. Después de que un profesor francés publicara la imagen en la red social, Facebook consideró que la imagen era pornográfica, y suspendió su cuenta por violar los términos de usuario. HuffPost consideró la pintura como «una franca imagen de una vagina». Mark Stern de la revista Slate, quien calificó la pintura como «una piedra angular del movimiento realista francés» deslumbrante y brillante, declaró que posteriormente el profesor había denunciado a la red social, ya que presuntamente violaba su libertad de expresión. En octubre de 2013, el artista Peter Reynosa creó «[...] una pintura acrílica roja y blanca [que] representa a Madonna [cantante de pop], pintada bajo la forma de un desafiante símbolo yónico, que parece una vagina o una vulva».
101 Vagina es un libro de fotografías en blanco y negro publicado en 2013 por Philip Werner al que acompaña un prólogo escrito por el músico Toni Childs. El libro contiene 101 fotografías en primer plano de desnudos, tomadas sin fines provocativos, junto con una historia o mensaje escrito por cada mujer sobre su vagina. La fotos e historias del libro fueron exhibidas cinco veces en Australia en 2013, con una gira en seis localizaciones por Estados Unidos y Canadá en 2014. Werner se inspiró inicialmente en Los monólogos de la vagina y encontró temas por medio de redes sociales después de que Werner publicitara su objetivo de crear un libro que tuviera un fon educativo y de celebración. Las historias que acompañan las fotografías abordan diversos temas, incluyendo la vejez, el embarazo, la depilación brasileña (eliminación de vello público en el área genital), el primer encuentro sexual y la pobre imagen de su cuerpo. En Sídney, la exposición fue visitada por la policía, respondiendo a una queja de que las imágenes eran visibles desde la vía pública. Se instó a que las imágenes fuesen censuradas como parte de un grupo de exhibición en The Sydney Fringe.
En 2012, la artista Sophia Wallace inició el proyecto Cliteracy para desafiar los conceptos erróneos sobre el clítoris.
Lena Marquise es una artista visual y performer ruso-estadounidense cuyas obras normalmente abarcan temas como el trabajo sexual y la censura, provocando una respuesta crítica por su controvertido erotismo. En 2014, en Art Basel Miami, Marquise actuó en una obra de instalación llamado "Cuerpo como mercancía", en la Galería VECTOR. En esta obra de arte, se cargaba teléfonos celulares con su vagina. El 3 de diciembre de 2014, la artista musical Usher visitó la Galería VECTOR, y participó para cargar su celular en la instalación. Esta fue la principal historia durante su estadía en Art Basel. La Galería VECTOR está organizada y dirigida por el galerista y artista visual estadounidense JJ Brine. La instalación ha llamado la atención y respuesta crítica, por su uso controvertido de imágenes satánicas. Previaente, Brine y Marquise habían colaborado en el cortometraje erótico-satánico El visitante, escrito por Brine y donde Marquise interpreta a la María bíblica, que se masturba con un cuchillo mientras canta versos patriarcales, como una referencia a la mutilación genital femenina en Egipto .
En Japón, la artista Megumi Igarashi ha llamado la atención por sus obras en donde se manifiestan vaginas y vulvas, las cuales considera demasiado ocultas en Japón, en comparación con los genitales masculinos. En julio de 2014, Igarashi fue arrestada por las autoridades japonesas, por distribuir datos de su vulva en 3D, a los contribuyentes de su campaña de crowdsource. También ha realizado esculturas con el tema de la vagina. Lo paradójico, es que si bien la policía acusó a Igarashi por sus obras artísticas de vaginas y vulvas, existen varios festivales fálicos en Japón, cuyos participantes desfilan con grandes esculturas de penes, práctica que las autoridades consideran aceptable.
En 2015 Anish Kapoor, un artista galardonado con el Premio Turner, generó polémica por su escultura titulada "Esquina Sucia", un "embudo de acero masivo en piedra rota, colocado en el jardín del...Palacio de Versalles", que afirma que es una representación de la vagina de la ex-Reina de Francia.
El proyecto Clitorosity utiliza dibujos del clítoris en lugares públicos.